# Pierangelo Valtinoni
Pierangelo Valtinoni (Montecchio Maggiore (Vèneto), 11 de gener de 1959) és un músic i compositor italià.

## Biografia
Va estudiar Composició d'Orgue i Orgue amb Antonio Cozza al Conservatori de Bolonya, Música Coral i Direcció Coral amb Ugo Amendola al Conservatori de Venècia, Composició amb Wolfango Dalla Vecchia al Conservatori de Pàdua i Direcció amb Ludmil Descev i Vram Tchifchian a l'Institut de Música de Conegliano Vèneto.
Va començar la seva carrera musical com a organista i com a director de cor i orquestra. Amb el Paralleli Ensemble de Vicenza i amb l'Icarus Ensemble de Reggio Emilia ha donat concerts a Itàlia (Venècia: Galuppi Festival - Milà: Nuove Sincronie - Torí: Società Casella - Palerm: Música en múltiples dimensions - Reggio Emilia: Di Nuovo Musica) a Europa (Munic: Hochschule für Musik - Amsterdam: Gaudeamus Week 1998) i a Mèxic (Guanajuato: Cervantino Festival - Ciutat de Mèxic: Festival Donatoni).
Les seves composicions s'han interpretat a Itàlia, Europa, Àsia, Amèrica i Austràlia, i han estat enregistrades per als segells Tactus, Discantica, Internationales Forum Junge Chormusik, Osnabrücker Jugendchor, Fugatto, Song & Music Production, Carus Verlag, I Polifonici Vicentini, Azzurra Music, Sony DADC i EMA Vinci. Va gravar el CD 7 - Set música de cambra per al segell Ariston-Ricordi. El 2018 es va publicar el CD Celia - La musica organistica dedicat íntegrament a les seves composicions. Altres obres seves, juntament amb les d'altres autors, han estat enregistrades en onze CD diferents.
La seva música ha estat emesa per Deutschland Radio, Radio Berlin rbb, Danmarks Radio i l'italiana Sky Classica i Radio Tre. Ha publicat per a les editorials Boosey & Hawkes, Carus Verlag, Carrara, Feniarco, Da Vinci Edition i Cipriani.
Ha rebut encàrrecs del Teatro alla Scala de Milà, la Komische Oper de Berlín, l'Opernhaus de Zuric, el Theater Dortmund, l'Internationales Forum Junge Chormusik de Rotenburg-Wümme, el Concurs Internacional d'Orgue Gaetano Callido de Borca di Cadore, el Festival Internacional d'Orgue Marco Enrico Bossi de Salò, el VI Festival "Box Organi" de Lallio (Bèrgam), el Duomo de Milà, del Festival de Teatre Klavier 2002 de Treviso i, a Vicenza, de la Società del Quartetto, del Festival Bíblic 2015, de l'Ensemble Musagète, de La Piccionaia, de l'Orquestra del Teatre Olímpic, de l'Associació Cultural "Pigafetta500", del Theama Teatro, d'Asiagofestival 2017, i del 1r Concurs Internacional d'Orgue "Fiorella Benetti Brazzale", de "Poesia in Canto" i del "Coro Contrà Camolli".

## Obra infantil
Ha escrit vuit obres infantils publicades per Boosey & Hawkes:
- Il ragazzo col violino, sobre llibret de Roberto Piumini, es va representar al Teatro Astra i al Teatro Olimpico de Vicenza el 1997.
- Pinotxo, amb llibret de Paolo Madron, interpretat a la Komische Oper de Berlín, a Hamburg per a la Staatsoper, a l'Òpera de Leipzig, al Teatro Regio de Torí, al Teatre "B. Pokrovsky" de Moscou, al Teatro Circo de Braga, a Munic per a la Bayerische Staatsoper, al Teatro Olimpico i al Teatro Comunale de Vicenza, al Bassano Opera Estate Festival Veneto, a Madrid per al Teatro de la Zarzuela, a l'Auditori de l'Ajuntament de Shatin a Hong Kong, al Gran Teatro Nacional de Lima, al Landestheater de Coburg, al Volksoper de Viena, a l'Òpera de Tulsa, al Deajeon Arts Center i al Gwangju Culture & Art Center de Corea del Sud i al Teatro Malibran de Venècia per a les temporades 2019/2020 i 2023/2024 del Teatro La Fenice.
- La reina de les neus, amb llibret de Paolo Madron, es va representar a la Komische Oper de Berlín, a Hamburg per a la Staatsoper, al Norrlandsoperan d'Umeå, al Teatro Comunale de Vicenza, al Conservatori de Dresden, a l'Auditori de Milà, a l'Òpera de Tulsa, a Bassano del Grappa per a l'Opera Estate Festival Veneto i a l'Auditori de l'Ajuntament de Shatin a Hong Kong.
- El mag d'Oz, sobre llibret de Paolo Madron, encarregat per l'Òpera de Zuric i representat al mateix teatre, a Bassano del Grappa per a l'Opera Estate Festival Veneto, a l'Auditorium Concordia de Pordenone. Els dies 27 i 30 d'agost de 2022 es va representar a l'Òpera Victoriana de Melbourne en l'idioma original italià.
- Alícia al país de les meravelles, també amb llibret de Paolo Madron i publicat per Boosey & Hawkes. Es va representar el 3 d'abril de 2021 a l'Auditori de l'Ajuntament de Shatin a Hong Kong i va tenir la seva estrena europea el 12 de novembre de 2022 a l'Opernhaus de Zuric. Des del 3 de desembre de 2022 es representa al Theater für Niedersachsen de Hildesheim. El 2025 es va estrenar al Teatre Bielefeld d'Alemanya.
- Pigafetta i el primer viatge al voltant del món, amb llibret de Paolo Madron, que es va representar al Teatro Comunale de Vicenza els dies 7 i 8 de setembre de 2022.
- El Petit Príncep, amb llibret de Paolo Madron, òpera encarregada pel Teatro alla Scala de Milà, representada en les temporades 2022/2023 i 2023/2024. El 2023 i el 2024 es va representar al Teatro Regio de Torí (Piccolo Regio Puccini) i el 2024 al Teatre de Ratisbona i al Staatstheater de Darmstadt.
- Die Reise zu Planet 9 / Journey to Planet 9, sobre llibret de Paolo Madron, basat en un conte de Paula Fünfeck, que es va estrenar el 20 de març de 2024 al Teatre Dortmund (Alemanya). El 31 d'octubre de 2024, l'òpera es va representar a l'Opernhaus Düsseldorf.

Per encàrrec de Boosey & Hawkes, va completar l'orquestració del final de l'òpera bufa Koukourgi de Luigi Cherubini.
Va col·laborar en la reconstrucció de l'òpera Malombra de Marco Enrico Bossi. Va ser membre de la comissió artística de Feniarco. S'ocupa de l'ensenyament de la composició i l'orquestració i ha estat professor al Conservatori de Vicenza. La seva activitat com a compositor d'obres teatrals ha estat objecte de quatre tesis de grau.

## Premis i reconeixements
- Amb la música incidental per a l'espectacle teatral Un teatro per Jules - L'ultima rotta di Verne va guanyar el premi al millor comentari musical al 60è Festival Nacional d'Art Dramàtic de Pesaro.
- Va rebre el "Premi ASAC de Música Coral 2014".
- El 2017 va ser nomenat acadèmic olímpic per l'Acadèmia Olímpica de Vicenza.
- El 2019 va ser guardonat amb la menció de Ciutadà Meritori per l'Ajuntament de Montecchio Maggiore, la seva ciutat natal.
- El 2024, la pròpia ciutat li va retre homenatge atorgant-li una placa com a "ciutadà il·lustre, compositor de música de renom internacional".
- Va ser esmentat entre els "Memorabili Vicentini" al llibre del mateix nom del 2024 d'Antonio di Lorenzo.
- El 2025 va rebre el "Premi Domenico Cariolat" "per la seva contribució a la millora de la ciutat de Vicenza a Itàlia i al món".